# ماریام مرابوفا
ماریام مرابوفا (ارمنی: Մարիամ Մերաբովա؛ انگلیسی: Mariam Merabova زادهٔ ۲۸ ژانویهٔ ۱۹۷۲) خواننده، بازیگر، مجری تلویزیون، آهنگساز، و شاعر اهل ارمنستان است. وی از سال ۱۹۹۰ میلادی تاکنون مشغول فعالیت بوده است.

## زندگی‌نامه
وی با نام اصلی مارینه آلاخوردووا (ارمنی: Մարինե Ալախվերդովա) در ۲۸ ژانویه ۱۹۷۲ در یروان به دنیا آمد و از دانشکده دولتی موسیقی گنیسین فارغ‌التحصیل گشت. 